# Vöröstorkú sziklafecske
A vöröstorkú sziklafecske, vagy vöröstorkú fecske (Petrochelidon rufigula) a madarak osztályának (Aves) a verébalakúak (Passeriformes) rendjébe és a fecskefélék (Hirundinidae) családjába tartozó faj.
Magyar neve forrással nincs megerősítve.

## Rendszerezése
A fajt José Vicente Barbosa du Bocage portugál zoológus írta le 1878-ban, a Hirundo nembe Hirundo rufigula néven.

## Előfordulása
Közép- és Dél-Afrikában, Angola, a Kongói Demokratikus Köztársaság, a Kongói Köztársaság, Gabon és Zambia területén honos. A természetes élőhelye szubtrópusi és trópusi legelők, száraz szavannák, sziklás és vízben gazdag területek, valamint szántóföldek. Vonuló faj.

## Megjelenése
Testhossza 12 centiméter, testtömege 16 gramm.

## Életmódja
Rovarokkal táplálkozik.